# О служебная
を в хирагане и ヲ в катакане — символы японской каны, используемые для записи ровно одной моры. Читается так же, как お или オ, однако используется только для записи частицы винительного падежа.

В системе Поливанова записывается кириллицей: «о», в международном фонетическом алфавите звучание записывается: /o/; в некоторых системах романизации условно записывается как wo. В современном японском языке находится на сорок пятом месте в слоговой азбуке.

## Происхождение
を появился в результате упрощённого написания кандзи 遠, а ヲ произошёл от кандзи 乎.

## Написание
|  |  |

## Коды символов вкодировках
- Юникод:
  - を: U+3092,
  - ヲ: U+30F2.
- Японская семафорная азбука: